# Корниловка (Павлодарская область)
Корниловка (каз. Корнилов) — упразднённое село в Иртышском районе Павлодарской области Казахстана. Ликвидировано в 2004 году. Входило в состав Панфиловского сельского округа.
В селе родился Герой Советского Союза Иван Кутурга.

## Население
В 1989 году население села составляло 303 человека. По данным переписи 1999 года в селе проживало 186 человек (95 мужчин и 91 женщина).